# هشام تلاوي
هشام التلاوي (1964-) هو كاتب ومقدم برامج تلفزيونية من أصل فلسطيني، يعيش في لافاييت، لويزيانا. انتخب نائبًا للجنة التنفيذية الوطنية للمؤتمر الفلسطيني الأمريكي في عام 2004.

## سيرته
حصل هشام التلاوي على درجة الدكتوراه في العلاقات الدولية من جامعة برنيلي، جامعة برن سابقًا، وبدأ عمله في التلفزيون من خلال برنامج أسبوعي بعنوان "القضايا الحالية"، الذي يستمر ساعتين على قناة بردج، وهي شبكة تلفزيونية إسلامية. في أواخر عام 2005. استخدم تيلاوي البرنامج  للتعبير عن انتقاداته لمعاملة إسرائيل للنرويج.
قالت رابطة مكافحة التشهير إن برنامجه كان "بمثابة منبر لمنكري الهولوكوست والمتفوقين البيض الذين يسعون إلى بث كراهيتهم ومعاداة السامية في المنازل الأمريكية" مع "من هو من" من معادين السامية الأمريكيين بما في ذلك ديفيد ديوك، ويليس كارتو، إدغار جيه ستيل، مارك ويبر، كيفن بي ماكدونالد وبرادلي سميث.
بعد حلقة عام 2006 التي أجرى فيها مقابلة مع ليندون لاروش، قال تيلاوي إنه تلقى مكالمات هاتفية ورسائل بريد إلكتروني احتجاجًا على ظهور لاروش في العرض. دافع تيلاوي عن قراره باستضافة لاروش، قائلاً إنه يحب لاروش ويريد أن يرى العالم مدى عمق هذا الحب.
تم بث برنامج "القضايا الحالية" لفترة وجيزة على قناة بردج، ثم توقف من قبل المحطة في مايو 2007. ويستمر بثه على التلفزيون العمومي عبر الكابل، كما يتوفر أيضًا عبر الهاتف.